# Plateoplia ochriciliata
Plateoplia ochriciliata är en fjärilsart som beskrevs av W. Warren 1901. Plateoplia ochriciliata ingår i släktet Plateoplia och familjen mätare. Inga underarter finns listade i Catalogue of Life.